# Sinar Rambang
Sinar Rambang is een bestuurslaag in het regentschap Prabumulih van de provincie Zuid-Sumatra, Indonesië. Sinar Rambang telt 590 inwoners (volkstelling 2010).